# Фир, Лайла
Ла́йла Фир (англ. Lilah Fear; род. 11 июня 1999, Гринуич, США) — британская фигуристка, выступающая в танцах на льду с Льюисом Гибсоном. Они — бронзовые призёры чемпионата мира (2025), двукратные серебряные призёры чемпионатов Европы (2023, 2024), бронзовые призёры чемпионата Европы (2025), бронзовые призёры финала Гран-при (2024), трёхкратные победители этапов Гран-при, семикратные чемпионы Великобритании (2017, 2019—2020, 2022—2025).
По состоянию на 30 апреля 2025 года пара занимает 1-е место в рейтинге Международного союза конькобежцев (ИСУ).

## Биография
Лайла родилась 11 июня 1999 года в Гринуиче у канадских родителей. Она выросла в Лондоне и посещала среднюю школу Саут-Хампстед. У неё есть младшая сестра Саша, которая также выступала в танцах на льду. Также есть вторая сестра, которую зовут Джорджия.
Осенью 2018 года она начала изучать психологию и коммуникацию в Университете Макгилла в Монреале.

## Карьера

### Ранние годы
Лайла начала учиться кататься на коньках в 2004 году. В сезоне 2013/2014 она и Джейкоб Пейн выиграли титул чемпионов в танцах на льду среди новисов на чемпионате Великобритании.
В следующем сезоне пара получили два этапа Гран-при среди юниоров, где стали пятнадцатыми на обоих турнирах. В ноябре 2014 года они стали бронзовыми призёрами национального чемпионата среди юниоров.

### 2016/2017: первый сезон с Льюисом Гибсоном
В середине 2016 года Лайла встала в пару со вчерашним одиночником Льюисом Гибсоном. Пара стала работать с Карен Куинн на катке Alexandra Palace в Лондоне и с Роменом Агеноэром в Монреале. Дуэт дебютировал в конце июля 2016 года в Лейк-Плэсиде на турнире Ice Dance International, заняв одиннадцатое место. В сентябре на турнире Lombardia Trophy пара заняла второе место, тем самым впервые став призёрами турнира серии «Челленджер». Они заняли пятое место на Международном кубке Ниццы и четвёртое место на Open d'Andorra. В декабре, в отсутствие Пенни Кумс и Николаса Бакленда, Лайла и Льюис впервые стали чемпионами Великобритании. Также в этом месяце пара завоевала серебро на Кубке Санта-Клауса в Венгрии.
В январе 2017 года Фир и Гибсон дебютировали на чемпионате Европы в Остраве. Они шли девятнадцатыми после короткого танца, в произвольном танце стали четырнадцатыми, что принесло им итоговое пятнадцатое место. Далее пара дебютировала на чемпионате мира, став двадцать вторыми, тем самым не пройдя в произвольный танец.

### 2017/2018
Начав свой второй сезон вместе, Фир и Гибсон заняли шестое место на кубке Ниццы, а также завоевали серебряные медали на Open d'Andorra и Icechallenge. Они приняли участие в трёх турнирах серии «Челленджер»: Finlandia Trophy, Lombardia Trophy (девятое место на обоих турнирах) и Warsaw Cup (четвёртое место). На чемпионате Великобритании пара стала серебряными призёрами, уступив вернувшимся Кумс/Бакленду, что не позволило им попасть на Олимпийские игры, так как у британцев была одна квота.
В конце сезона их снова отправили в качестве представителей Великобритании на чемпионат мира. Пара не попала в произвольный танец и заняла двадцать четвёртое место.

### 2018/2019: первый номер сборной Великобритании, прорыв

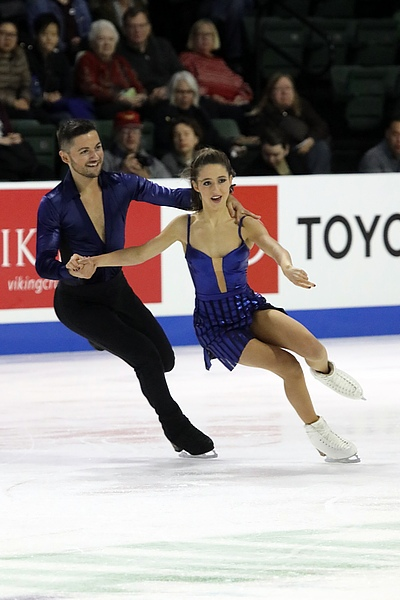
«Disco Brits» в исполнении британского дуэта

Желая бросить вызов самим себе, Лайла и Льюис выбрали для своего произвольного танца смесь диско песен Донна Саммер и Earth, Wind and Fire. Оба также заявили, что являются поклонниками этого жанра. Гибсон сказал: «В последнее время многие номера были очень медленными и лирическими, но мы хотели сделать что-то весёлое и что-то, что могло бы помочь нам сделать себе имя».
Фир и Гибсон начали свой сезон с двух турниров серии «Челленджер», став четвёртыми на Nebelhorn Trophy и пятыми на Ondrej Nepela Trophy. В октябре 2018 года пара заняла пятое место на своём первом этапе Гран-при Skate America. Месяц спустя они улучшили своё положение, заняв четвёртое место на NHK Trophy, добившись новых личных рекордов в произвольном танце и в общем зачёте, став вторыми в произвольном танце. В начале декабря Фир / Гибсон во второй раз стали чемпионами своей страны.
25 января на чемпионате Европы пара продемонстрировала свой ритмический танец и заняла седьмое место, установив новый личный рекорд, который теперь составлял 69.77 балла. В произвольной танце Лайла и Льюис получили 112.28 балла, что позволило им подняться на одну строчку выше и войти в число шести лучших пар континента. На чемпионате мира британцы стали тринадцатыми, впервые в карьере попав в произвольный танец.

### 2019/2020: первая медаль Гран-при, топ-5 чемпионата Европы
После успеха их произвольного диско-танца в предыдущем сезоне, Лайла и Льюис выбрали попурри из композиций Мадонны для своего нового произвольного танца, стремясь продолжить импульс прошлого успеха с помощью выбора, приятного для публики. Для ритм-танца пара выбрала треки из фильма «Братья Блюз». Лайла заметила, что они «знали, что это может поднять толпу, надеюсь, люди будут притопывать пальцами ног».
На «Челленджере» Autumn Classic International фигуристы выиграли серебряную медаль, став пятыми в ритм-танце и вторыми в произвольном танце. На Nebelhorn Trophy они заняли шестое место в ритм-танце и третье в произвольной программе, став четвёртыми в общем зачёте.

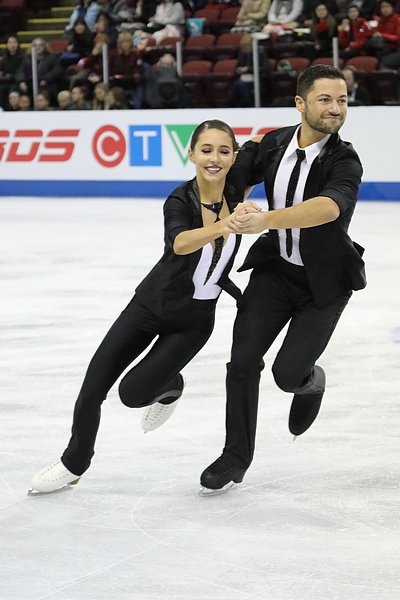
Лайла Фир и Льюис Гибсон на Skate Canada

В октябре Лайла и Льюис приняли участие на этапе Гран-при Skate Canada, где заняли четвёртое место в ритм-танце и третье в произвольном, завоевав бронзовую медаль, тем самым впервые в карьере став призёрами этапов коммерческой серии. Также это была первая медаль для британских фигуристов с 2014 года. Гибсон заметил: «Для нас это большое достижение. Мы этого не ожидали». Через пару недель на японском этапе Лайла и Льюис остановилась в шаге от пьедестала.
На национальном чемпионате Фир и Гибсон взяли третье золото, несмотря на падение Лайлы с серии твизлов в ритмическом танце. На чемпионате Европы, который прошёл в январе в австрийском Граце, британский дуэт впервые в карьере вошёл в европейскую пятёрку. Последним стартом сезона должен был быть чемпионат мира в Монреале, городе, где они тренируются, но он был отменён из-за пандемии коронавируса.

### 2020/2021: пандемия, топ-10 чемпионата мира
Лайла и Льюис были назначены на этап Гран-при Skate Canada, но эти соревнования были также отменены из-за пандемии. Поскольку из-за пандемии в этом сезоне не было чемпионатата Великобритании, 3 декабря они были включены в состав британской команды на чемпионат Европы вместе с младшей сестрой Лайлы Сашей. Турнир был отменён десятого декабря.
Фир и Гибсон были заявлены на чемпионат мира, который в марте прошёл в Стокгольме. После первого дня соревнований британские фигуристы шли на восьмом месте, но в произвольном танце им удалось подняться на одну строчку, опередив канадскую пару Фурнье Бодри / Сёренсен на 0,04 балла. Их результат обеспечил Великобритании две квоты на чемпионат мира следующего года и возможность занять два места в танцах на зимних Олимпийских играх, которые в 2022 году должны пройти в Пекине.

### 2021/2022: Олимпийский сезон
Для своего нового произвольного танца Лайла и Льюис выбрали саундтрек Ханса Циммера к фильму «Король Лев», назвав его «универсальной» историей о «поиске своей внутренней силы». В качестве ритм-танца они выбрали попурри из песен группы KISS. Танец, про который Льюис сказал «ностальгия и желание развлечься. Это то, что мы любим делать».
Впервые свои новые программы британский дуэт продемонстрировал публике на Finlandia Trophy, где они завоевали бронзовую медаль. На своём первом в сезоне этапе Гран-при Skate Canada, фигуристы допускали ошибки в течение двух дней соревнований, заняв неожиданно низкое седьмое место. В ноябре в Японии Лайла и Льюис стали бронзовыми призёрами, несмотря на ошибку на твизлах Гибсона в произвольном танце. Лайла сказала: «Мы очень хотели прийти сюда, чтобы добиться прогресса, и я чувствую, что мы это сделали».
После победы на Open d'Andorra и своего четвёртого национального титула в Великобритании Лайла Фир и Льюис Гибсон были назначены в британскую олимпийскую сборную. Гибсон заметил, что «чувствовать, что годы тяжелой работы и преданности делу окупились, - это действительно одна из самых приятных вещей». На чемпионате Европы британцы шли четвёртыми после ритмического танца, но опустились на пятое место в произвольном танце из-за ошибки Льюиса на твизлах.
На своих первых Олимпийских играх Лайла и Льюис шли десятыми после первого вида программы . В произвольном танце они стали девятыми, что позволило им замкнуть итоговую десятку. Они завершили сезон на чемпионате мира, на котором отсутствовали российские танцевальные дуэты из-за отстранения Международного союза конькобежцев по причине ситуации на Украине. По итогам соревнований Лайла и Льюис обновили своё лучшее личное достижение по сумме двух танцев, что позволило им впервые войти в шестёрку лучших первенства планеты.

### 2022/2023: серебро чемпионата Европы
Фир и Гибсон выбрали для своего произвольного танца попурри из песен Леди Гаги, в том числе «Born This Way», о которой Лайла сказала: «Мы действительно мотивированы этим посланием». Они начали свой сезон на первом в истории турнире «Britannia Figure Cup», выиграв золотую медаль. Они выступили на двух турнирах серии «Челленджер», выиграв золото как на U.S. Classic, так и на Nebelhorn Trophy.
На Гран-при Skate Canada пара установила новые личные рекорды на пути к своей первой серебряной медали. Две недели спустя им была предоставлена уникальная возможность принять участие в Гран-при на родной земле, поскольку британская федерация выступила за проведение MK John Wilson Trophy вместо Cup of China, который был отменён из-за мер Китая по борьбе с пандемией. Гибсон «действительно не думал, что домашний Гран-при когда-нибудь состоится». Они заняли второе место в ритм-танце, отстав на 0,93 балла от итальянцев Гиньяр / Фаббри. В произвольном танце Гибсон потерял контроль во время хореографических твизлов, в результате чего они набрали меньше своего личного рекорда, но они остались вторыми и завоевали свою вторую серебряную медаль. Их результаты позволили им выйти в финал Гран-при. Они стали первой британской парой, прошедшей квалификацию в финал после Шинед и Джона Керра 2009 году.

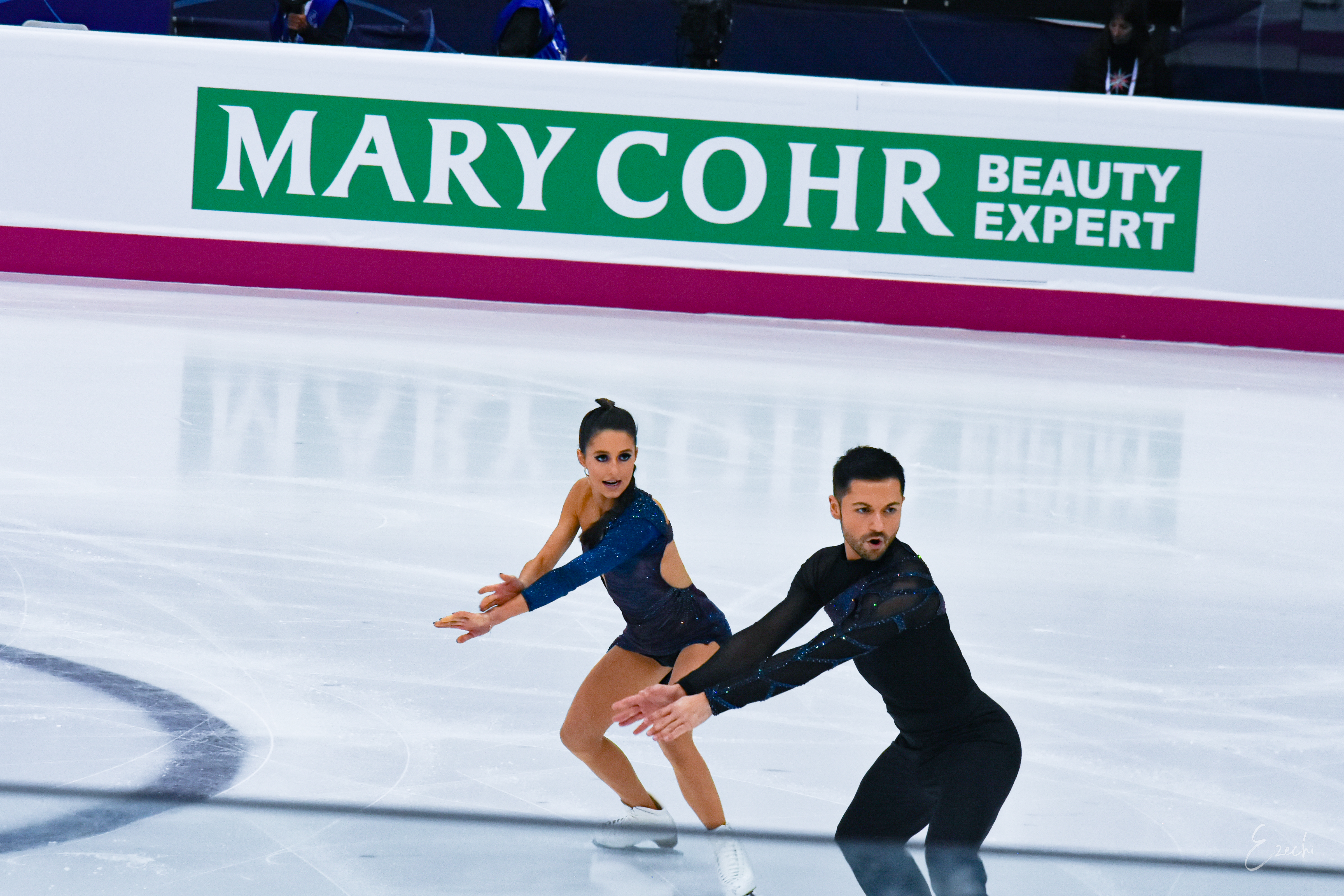
Лайла и Льюис на финале Гран-при

Лайла и Льюис выиграли свой пятый национальный титул Великобритании в начале декабря, и Гибсон сказал по этому поводу: «Это всегда особая честь - снова запечатлеть наши имена на одном из самых престижных спортивных трофеев Великобритании». Они были пятыми в ритм-танце в финале Гран-при в Турине. Они стали четвёртыми в произвольном танце и поднялись на одно место в общем зачёте. Фир и Гибсон сказали, что они были довольны полученным опытом и предвкушали работу над своими уровнями и элементами перед чемпионатом Европы, где они должны были бороться за медали.
На чемпионате Европы в Эспоо Фир / Гибсон вышли в надежде бросить вызов Гиньяр / Фаббри в борьбе за золотую медаль. Они набрали 84,12 балла в ритм-танце, что близко к их личному рекорду, заняв второе место в этом сегменте после итальянцев и завоевав свою первую малую медаль на Европе. Они также стали вторыми в произвольном танце, выиграв серебряную медаль, свою первую медаль чемпионата Европы. Это была первая европейская медаль для британской пары со времён Пенни Кумс и Николаса Бакленда, которые в 2014 году стали третьими и самое высокое место на подиуме после золота Торвилл / Дина в 1994 году.
Лайла и Льюис завершили сезон на чемпионате мира, где они заняли лучшее в карьере четвёртое место, отстав на 3,15 балла от бронзовых призёров Пайпер Гиллес и Поля Пуарье.

### 2023/2024: золото этапа Гран-при, ещё одно серебро чемпионата Европы

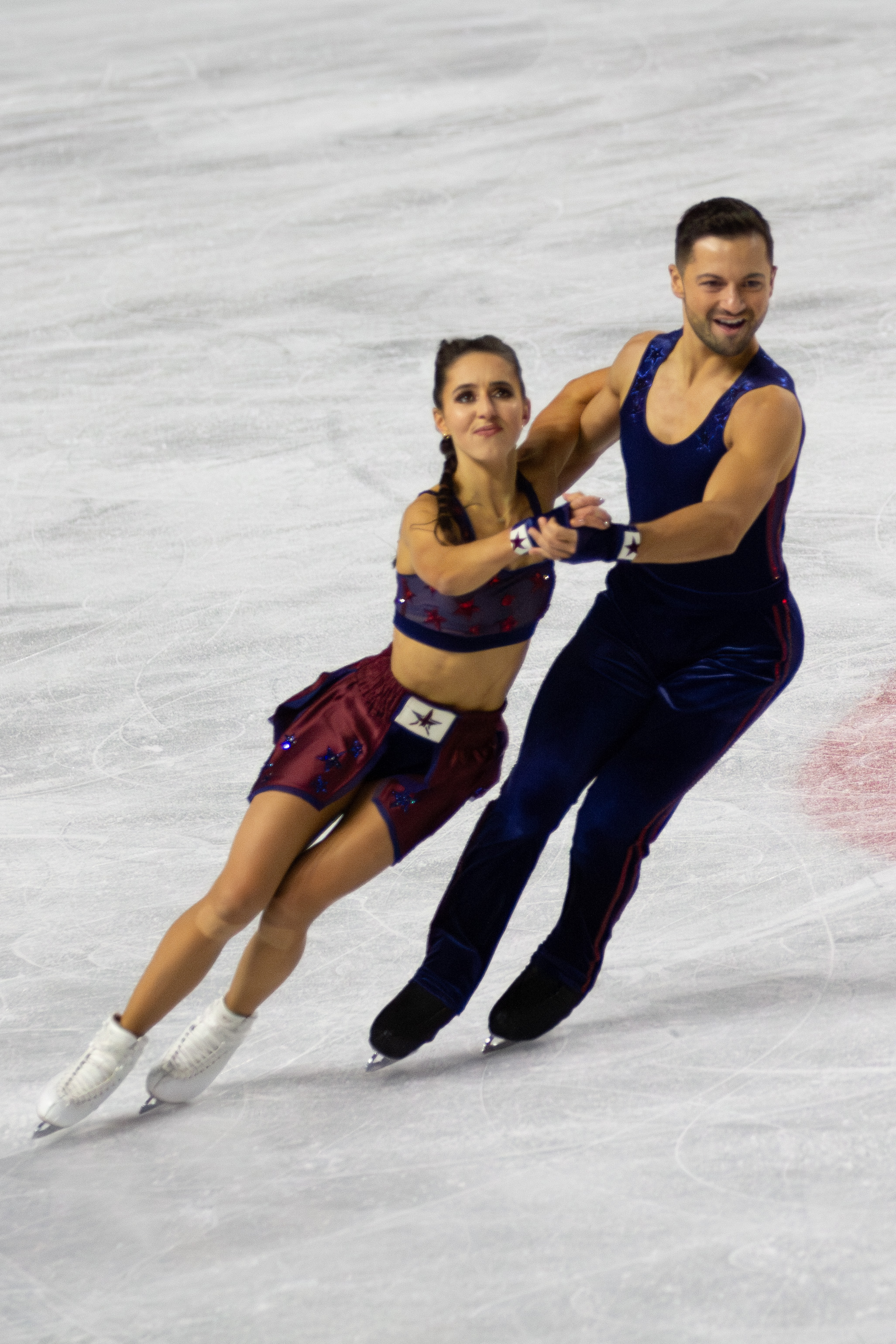
Фир и Гибсон исполняют дорожку шагов на Skate Canada

В своём новом произвольном танце Фир и Гибсон использовали музыку из франшизы фильма «Рокки», процитировав её темы «преодоления невзгод и обретения силы». Первым международным турниром нового сезона стал турнир серии «Челленджер» Nebelhorn Trophy, который они выиграли второй год подряд. Несколько недель спустя они выиграли второй турнир данной категории, одержав победу на Мемориале Ондрея Непелы.
На этапах Гран-при британская пара традиционно стартовала на Skate Canada, завоевав серебряную медаль второй год подряд. На турнире NHK Trophy Фир и Гибсон финишировали вторыми в ритм-танце, всего на 0,34 балла отстав от действующих бронзовых медалистов чемпионата мира Шарлен Гиньяр и Марко Фаббри, фаворитов соревнований. Лайла и Льюис выиграли произвольный танец, набрав 130.26 балла, впервые преодолев порог в 130 баллов, обогнав итальянцев в этом сегменте на столь же узкие 0,97 балла, что принесло им золотую медаль. Это была их первая победа на Гран-при и первая победа для британских фигуристов  на этапах коммерческой серии. Они назвали этот результат «сбывшейся мечтой».
После успеха на Гран-при Фир и Гибсон снова успешно защитили титул чемпионов  Великобритании. Выйдя на лёд в финале Гран-при в Пекине в надежде закрепить успех после NHK Trophy, Лайла допустила большую ошибку во время исполнения серии твизлов, из-за которой они заняли четвёртое место в ритм-танце, но почти на девять баллов отставали от канадцев Гиллес / Пуарье, занявших третье место. У них был сильный прокат произвольного танца, но они остались четвёртыми в общем зачёте.
На чемпионате Европы в Каунасе британцы финишировали вторыми как в ритм-танце, так и в произвольном, допустив пару небольших ошибок на вращении и твизлах. Лайла отметила, что у них была «пара небольших ошибок, но мы боролись от начала до конца». Они выиграли вторую подряд серебряную медаль чемпионата Европы. Чемпионат мира проходил в Монреале, где находится тренировочная база пары. Фир и Гибсон заняли четвёртое место, что в первый день соревнований, что во второй и второй год подряд остановились в шаге от пьедестала почёта.

### 2024/2025: бронза чемпионата мира и финала Гран-при

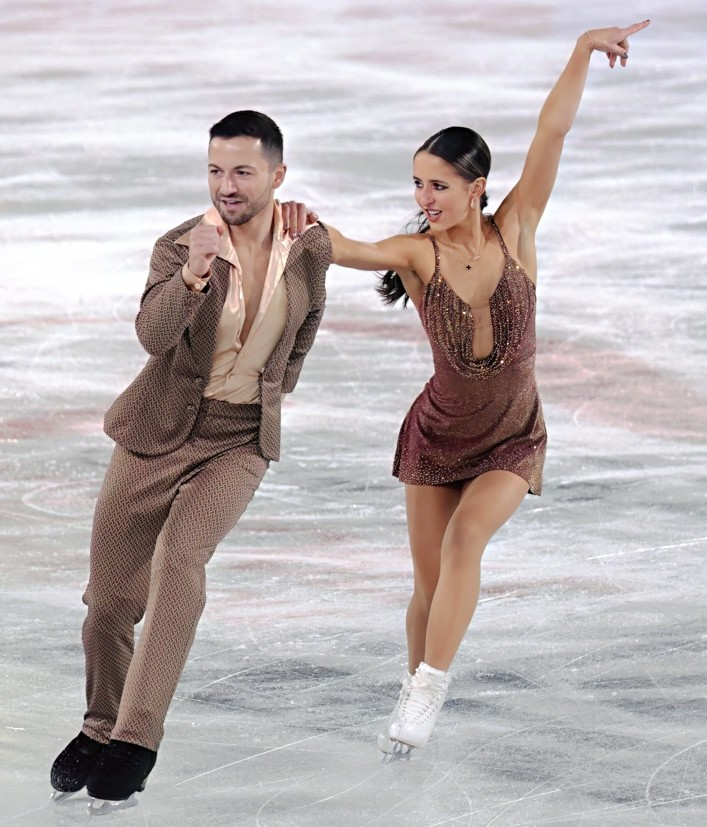
Лайла и Льюис в 2024 году

Международный сезон пара уже традиционно начала на Nebelhorn Trophy, где одержала уверенную победу. Первым этапом Гран-при был турнир Skate America, где главными претендентами на победу были двукратные чемпионы мира Мэдисон Чок и Эван Бейтс. Однако Фир / Гибсон после первого дня соревнований занимали первое место, так как упала на хореографической дорожке шагов. Британский дуэт имел отрыв более чем в пять баллов от американцев перед произвольным танцем. На следующий день они заняли второе место в произвольном танце, но остались на первом месте с отрывом в 0,75 балла. Они стали первой неамериканской танцевальной парой, выигравшей Skate America с 2008 года. В следующие выходные они поехали на второй в сезоне турнир серии «Челленджер», выиграв  Nepela Memorial. На своём втором Гран-при, Finlandia Trophy, Лайла и Льюис снова не были фаворитами перед началом соревнований, заняв второе место в ритм-танце после действующих серебряных медалистов чемпионата мира Пайпер Гиллес и Поля Пуарье из Канады. Однако фавориты снова дрогнули, Пуарье упал в произвольном танце, и британцы завоевали своё второе золото Гран-при в этом сезоне.

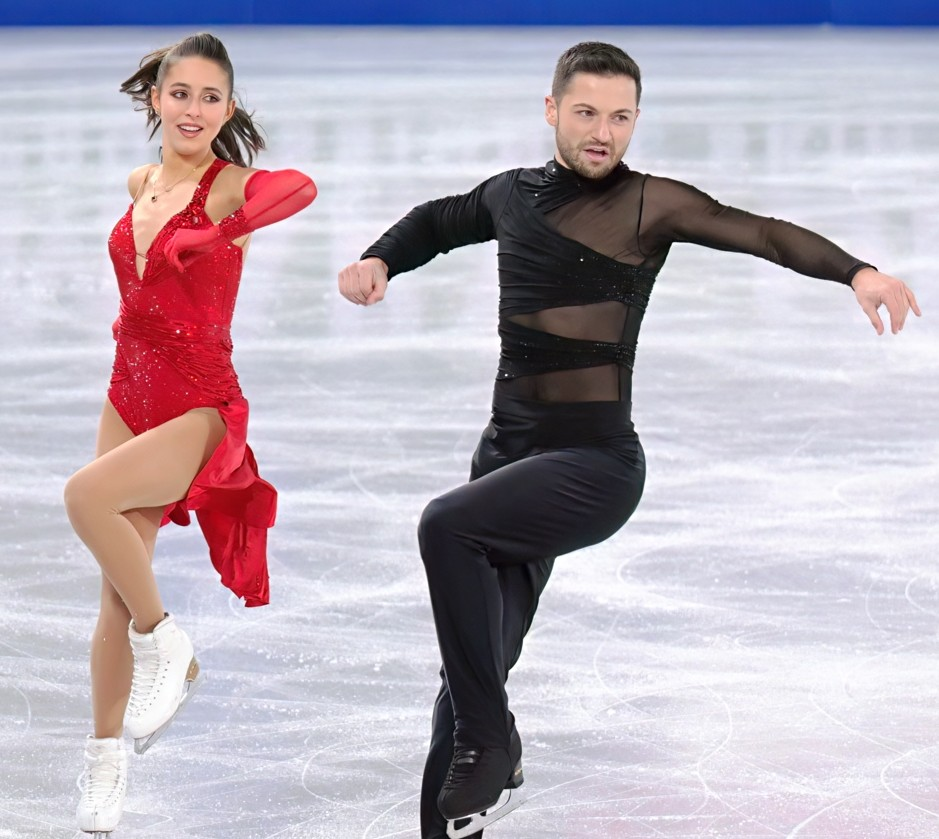
Финал Гран-при (2024)

В конце ноября выиграли свой седьмой титул чемпионов Великобритании, сравнявшись по количеству побед со своими кумирами Торвилл и Дином. В финале Гран-при в Гренобле Фир и Гибсон в ритм-танце заняли третье место, после того как Гиллес и Пуарье вновь допустили большую ошибку. Лайла и Льюис стали четвёртыми в произвольном танце, но это не помешало им впервые в карьере выиграть бронзовую медаль этого турнира. Это была первая британская медаль в финале Гран-при. Гибсон назвал это «огромным достижением. Это одна из тех вещей, которые находятся на следующем уровне, и мы так рады».
Будучи серебряными призёрами двух предыдущих чемпионатов Европы, Фир и Гибсон в Таллине
надеялись бросить вызов действующим чемпионам Шарлен Гиньяр и Марко Фаббри в борьбе за золото. Однако они неожиданно заняли третье место в ритм-танце, уступив как итальянцам, так и французской паре Евгении Лопарёвой и Жоффре Бриссо. Они несколько отыгрались в произвольном танце, заняв второе место в этом сегменте, но остались на третьем месте в общем зачёте, отстав на 0,74 балла от французского дуэта. Оба выразили удовлетворение своим выступлением в произвольном танце, Фир сказала: «Я не чувствую ничего, кроме гордости за себя».
Несмотря на результат на европейском первенстве, Фир и Гибсон выразили оптимизм относительно своих шансов впервые подняться на мировой пьедестал на чемпионате мира, который пройдёт в Бостоне. Они заняли третье место в ритм-танце с результатом 83,86 балла, уступив Чок / Бейтсу и Гиллес / Пуарье, но на 0,82 балла опередив Гиньяр / Фаббри, занявших четвёртое место. На второй день соревнований у Лайлы и Льюиса возникли некоторые технические проблемы, включая минус балл за передержанную поддержку, и они заняли лишь шестое место в произвольном танце, но их оценок (123,25) было достаточно, чтобы остаться на третьем месте в итоговой турнирной таблице. Это была первая медаль британских фигуристов на чемпионатах мира с момента последней золотой медали Джейн Торвилл и Кристофера Дина в 1984 году. Фир назвала это «мечтой, ставшей явью», а Гибсон выразил надежду, что «в Великобритании есть маленькие дети, которые увидят это и тоже захотят надеть коньки».

## Программы
(с Льюисом Гибсоном)
| Сезон     | Короткий/Ритмический танец | Произвольный танец | Показательные выступления |
| --------- | --- | --- | --- |

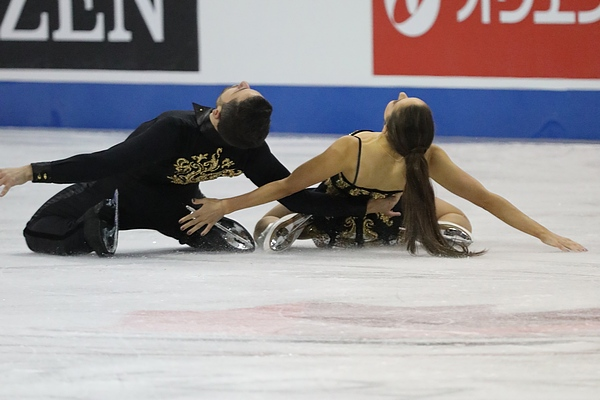
Знаменитый слайдинг в исполнении Лайлы и Льюиса

| 2024/2025 | - Le Freak (Dimitri from Paris Remix) Chic - Superstition Стиви Уандер хореография: Ромен Агеноэр, Сэмюэл Шуинар, Жинетт Курнуайе                                                                       | - Halo - End of Time - Crazy in Love (Homecoming Live) Бейонсе хореография: Ромен Агеноэр, Сэмюэл Шуинар, Жинетт Курнуайе | - Gonna Fly Now (из фильма «Рокки») Билл Конти - Gonna Fly Now (Variation) (из мюзикла «Рокки») в исполнении Rocky Broadway Orchestra - Eye of the Tiger в исполнении Томми Проффитт, Fjora - Eye of the Tiger (из фильма «Рокки 3») Survivor |
| 2023/2024 | - Sweet Dreams (Are Made of This) (Hot Remix) - Here Comes the Rain Again - Sweet Dreams (Are Made of This) (Steve Angello Remix) Eurythmics хореография: Ромен Агеноэр, Сэмюэл Шуинар, Жинетт Курнуайе | - Gonna Fly Now (из фильма «Рокки») Билл Конти - Gonna Fly Now (Variation) (из мюзикла «Рокки») в исполнении Rocky Broadway Orchestra - Eye of the Tiger в исполнении Томми Проффитт, Fjora - Eye of the Tiger (из фильма «Рокки 3») Survivor хореография: Ромен Агеноэр, Сэмюэл Шуинар, Жинетт Курнуайе | - Born This Way Леди Гага хореография: Ромен Агеноэр, Сэмюэл Шуинар, Жинетт Курнуайе |
| 2022/2023 | - Vivir Mi Vida - Vivir Mi Vida (Version Pop) в исполнении Марк Энтони - No Me Ames Марк Энтони и Дженнифер Лопес хореография: Ромен Агеноэр, Сэмюэл Шуинар, Жинетт Курнуайе                            | - Born This Way - Million Reasons Леди Гага хореография: Ромен Агеноэр, Сэмюэл Шуинар, Жинетт Курнуайе | - Born This Way Леди Гага хореография: Ромен Агеноэр, Сэмюэл Шуинар, Жинетт Курнуайе - Easy on Me Адель в исполнении Ben Woodward |
| 2021/2022 | - Диско: I Was Made for Lovin' You - Блюз: Forever - Диско: Rock and Roll All Nite KISS хореография: Ромен Агеноэр, Сэмюэл Шуинар, Жинетт Курнуайе                                                      | - «Король Лев»: - Circle of Life/Nants' Ingonyama - They Live In You - He Lives in You - Circle of Life - King of Pride Rock/Circle of Life (Reprise) Ханс Циммер хореография: Ромен Агеноэр, Сэмюэл Шуинар, Жинетт Курнуайе                                                                             | - Vogue - Hung Up - Like a Prayer Мадонна |
| 2020/2021 | - Свинг: Soul Man - Квикстеп: Everybody Needs Somebody to Love - Свинг: Shake A Tail Feather из фильма «Братья Блюз» хореография: Ромен Агеноэр, Сэмюэл Шуинар, Жинетт Курнуайе                         | - Vogue - Hung Up - Like a Prayer Мадонна хореография: Ромен Агеноэр, Сэмюэл Шуинар, Жинетт Курнуайе | - Bad Girls Донна Саммер - September Earth, Wind and Fire - On the Radio Донна Саммер - Don't Stop 'Til You Get Enough Майкл Джексон |
| 2019/2020 | - Свинг: Soul Man - Квикстеп: Everybody Needs Somebody to Love - Свинг: Shake A Tail Feather из фильма «Братья Блюз» хореография: Ромен Агеноэр, Сэмюэл Шуинар, Жинетт Курнуайе                         | - Vogue - Hung Up - Like a Prayer Мадонна из фильма «Братья Блюз» хореография: Ромен Агеноэр, Сэмюэл Шуинар, Жинетт Курнуайе | - Bad Girls Донна Саммер - September Earth, Wind and Fire - On the Radio Донна Саммер - Don't Stop 'Til You Get Enough Майкл Джексон |
| 2018/2019 | - Танго: Танго Фламенко Армик - Фламенко: Volare (Nel blu dipinto di blu) Gipsy Kings хореография: Ромен Агеноэр                                                                                        | - Bad Girls Донна Саммер - September Earth, Wind and Fire - On the Radio Донна Саммер хореография: Ромен Агеноэр | |
| 2017/2018 | - Run Tiggs Da Author - Temptation Дайана Кролл - Maria Рики Мартин хореография: Ромен Агеноэр | - Maria в исполнении Jim Bryant - Somewhere - America из фильма «Вестсайдская история» Леонард Бернстайн, Стивен Сондхайм хореография: Ромен Агеноэр | |
| 2016/2017 | - Save My Soul в исполнении Big Bad Voodoo Daddy - Diga Diga Doo в исполнении Big Bad Voodoo Daddy | - You Raise Me Up Джош Гробан - The New Hope Waltz Karl Hugo - You Raise Me Up Джош Гробан | |

(с Джейкобом Пейном)
| Сезон     | Короткий танец                                                                             | Произвольный танец                |
| --------- | ------------------------------------------------------------------------------------------ | --------------------------------- |
| 2015/2016 | - Фокстрот - Вальс - Полька                                                                | - Отверженные Клод-Мишель Шёнберг |
| 2014/2015 | - Jazz Machine Black Machine - Таинственный сад Збигнев Прайснер - Magalenha Сержио Мендес | - Король Лев Ханс Циммер          |

## Результаты

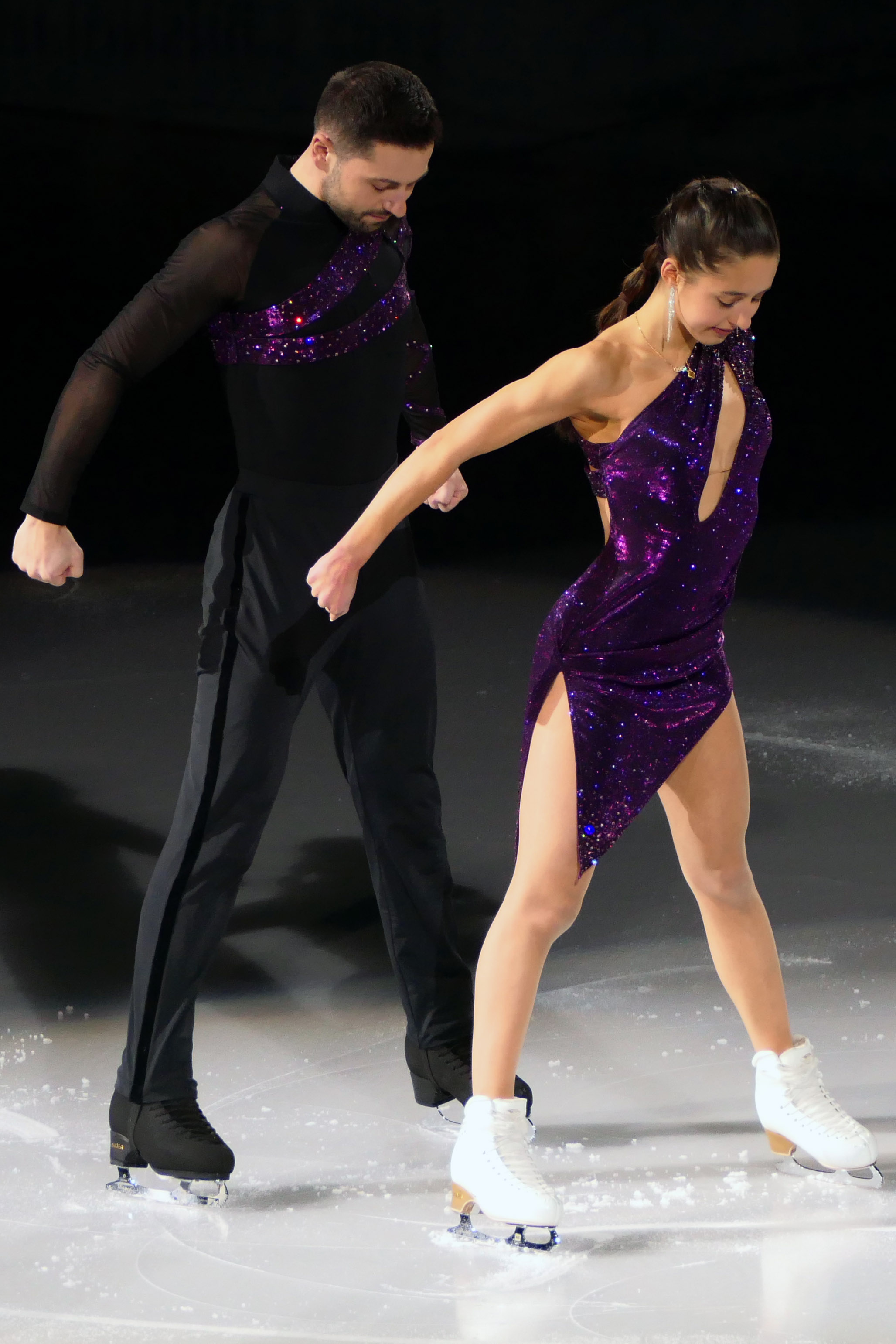
Лайла и Льюис на чемпионате мира в Монреале

(с Льюисом Гибсоном)
| Соревнования                          | 16/17         | 17/18         | 18/19         | 19/20         | 20/21         | 21/22         | 22/23         | 23/24         | 24/25         |
| Международные                         | Международные | Международные | Международные | Международные | Международные | Международные | Международные | Международные | Международные |
| ------------------------------------- | ------------- | ------------- | ------------- | ------------- | ------------- | ------------- | ------------- | ------------- | ------------- |
| Олимпийские игры                      |               |               |               |               |               | 10            |               |               |               |
| Чемпионаты мира                       | 22            | 24            | 13            |               | 7             | 6             | 4             | 4             | 3             |
| Чемпионаты Европы                     | 15            |               | 6             | 5             |               | 5             | 2             | 2             | 3             |
| Финал Гран-при                        |               |               |               |               |               |               | 4             | 4             | 3             |
| Этапы Гран-при: NHK Trophy            |               |               | 4             | 4             |               | 3             |               | 1             |               |
| Этапы Гран-при: Skate America         |               |               | 5             |               |               |               |               |               | 1             |
| Этапы Гран-при: Skate Canada          |               |               |               | 3             |               | 7             | 2             | 2             |               |
| Этапы Гран-при: Finlandia Trophy      |               |               |               |               |               |               |               |               | 1             |
| Этапы Гран-при: MK John Wilson Trophy |               |               |               |               |               |               | 2             |               |               |
| CS U.S. Classic                       |               |               |               |               |               |               | 1             |               |               |
| CS Autumn Classic                     |               |               |               | 2             |               |               | 1             |               |               |
| CS Nebelhorn Trophy                   |               |               | 4             | 4             |               |               | 1             | 1             | 1             |
| CS Nepela Memorial                    |               |               | 5             |               |               |               | WD            | 1             | 1             |
| CS Finlandia Trophy                   |               | 9             |               |               |               | 3             |               |               |               |
| CS Warsaw Cup                         |               | 4             |               |               |               | WD            |               |               |               |
| CS Lombardia Trophy                   | 2             | 9             |               |               |               |               |               |               |               |
| Shanghai Trophy                       |               |               |               | 2             |               |               |               |               |               |
| Bavarian Open                         |               | 1             |               |               |               |               |               |               |               |
| Ice Challenge                         |               | 2             |               |               |               |               |               |               |               |
| Open d'Andorra                        | 4             | 2             |               |               |               | 1             |               |               |               |
| Santa Claus Cup                       | 2             | 4             |               |               |               |               |               |               |               |
| Кубок Ниццы                           | 5             | 6             |               |               |               |               |               |               |               |
| Lake Placid IDI                       | 11            |               |               |               |               |               |               |               |               |
| Национальные                          |               |               |               |               |               |               |               |               |               |
| Чемпионат Великобритании              | 1             | 2             | 1             | 1             | C             | 1             | 1             | 1             | 1             |

(с Джейкобом Пейном)
| Соревнования                            | 13/14         | 14/15         |
| Международные                           | Международные | Международные |
| --------------------------------------- | ------------- | ------------- |
| Этапы юниорского Гран-при, Эстония      |               | 15            |
| Этапы юниорского Гран-при, Германия     |               | 15            |
| NRW Trophy среди юниоров                |               | 10            |
| Santa Claus Cup среди юниоров           |               | 11            |
| Национальные                            |               |               |
| Чемпионат Великобритании среди юниоров  |               | 3             |
| Чемпионат Великобритании среди новичков | 1             |               |

## Детальные результаты

### С Льюисом Гибсоном
На чемпионатах ИСУ награждают малыми медалями отдельно за ритмический (ранее — короткий) и произвольный танцы.
| 2024/2025 сезон            | 2024/2025 сезон                                | 2024/2025 сезон | 2024/2025 сезон | 2024/2025 сезон |
| Дата                       | Событие                                        | РТ              | ПТ              | Общее           |
| -------------------------- | ---------------------------------------------- | --------------- | --------------- | --------------- |
| 25–30 марта 2025           | Чемпионат мира 2025                            | 3 83,86         | 6 123,25        | 3 207,11        |
| 28 января – 2 февраля 2025 | Чемпионат Европы 2025                          | 3 81,57         | 2 124,45        | 3 206,02        |
| 5–8 декабря 2024           | Финал Гран-при 2024                            | 3 82,31         | 4 122,87        | 3 205,18        |
| 27 ноября – 1 декабря 2024 | Чемпионат Великобритании 2025                  | 1 92,48         | 1 134,94        | 1 227,42        |
| 15–17 ноября 2024          | Finlandia Trophy 2024                          | 2 82,03         | 1 121,19        | 1 203,22        |
| 25–27 октября 2024         | Мемориал Ондрея Непелы 2024                    | 1 85,10         | 1 125,55        | 1 210,65        |
| 18–20 октября 2024         | Skate America 2024                             | 1 83,56         | 2 122,82        | 1 206,38        |
| 19–21 сентября 2024        | Nebelhorn Trophy 2024                          | 1 82,22         | 1 124,79        | 1 207,01        |
| 2023/2024 сезон            |                                                |                 |                 |                 |
| Дата                       | Событие                                        | РТ              | ПТ              | Общее           |
| 18–24 марта 2024           | Чемпионат мира 2024                            | 4 84,60         | 4 126,32        | 4 210,92        |
| 8–14 января 2024           | Чемпионат Европы 2024                          | 2 85,20         | 2 125,62        | 2 210,82        |
| 7–10 декабря 2023          | Финал Гран-при 2023                            | 4 76,24         | 4 126,03        | 4 202,27        |
| 27 ноября – 3 декабря 2023 | Чемпионат Великобритании 2024                  | 1 92,22         | 1 136,56        | 1 228,78        |
| 24–26 ноября 2023          | NHK Trophy 2023                                | 2 84,93         | 1 130,26        | 1 215,19        |
| 27–29 октября 2023         | Skate Canada 2023                              | 2 83,51         | 2 126,04        | 2 209,55        |
| 28–30 сентября 2023        | Мемориал Ондрея Непелы 2023                    | 1 81,69         | 1 118,77        | 1 200,46        |
| 20–23 сентября 2023        | Nebelhorn Trophy 2023                          | 1 82,42         | 1 125,42        | 1 207,84        |
| 2022/2023 сезон            |                                                |                 |                 |                 |
| Дата                       | Событие                                        | РТ              | ПТ              | Общее           |
| 22–26 марта 2023           | Чемпионат мира 2023                            | 4 86,56         | 5 128,17        | 4 214,73        |
| 25–29 января 2023          | Чемпионат Европы 2023                          | 2 84,12         | 2 123,77        | 2 207,89        |
| 8–11 декабря 2022          | Финал Гран-при 2022/2023                       | 5 80,75         | 4 120,15        | 4 200,90        |
| 1–4 декабря 2022           | Чемпионат Великобритании 2023                  | 1 79,14         | 1 126,63        | 1 205,77        |
| 11–13 ноября 2022          | MK John Wilson Trophy 2022                     | 2 85,37         | 2 120,19        | 2 205,56        |
| 28–30 октября 2022         | Skate Canada 2022                              | 2 83,80         | 2 125,38        | 2 209,18        |
| 21–24 сентября 2022        | Nebelhorn Trophy 2022                          | 1 85,50         | 1 121,10        | 1 206,60        |
| 12–16 сентября 2022        | U.S. International Figure Skating Classic 2022 | 1 77,22         | 1 113,58        | 1 190,80        |
| 27–28 августа 2022         | Britannia Cup                                  | 1 78,31         | 1 118,23        | 1 196,54        |
| 2021/2022 сезон            |                                                |                 |                 |                 |
| Дата                       | Событие                                        | РТ              | ПТ              | Общее           |
| 21–27 марта 2022           | Чемпионат мира 2022                            | 7 78,89         | 6 119,28        | 6 198,17        |
| 12–14 февраля 2022         | Олимпийские игры 2022                          | 10 76,45        | 9 115,19        | 10 191,64       |
| 10–16 января 2022          | Чемпионат Европы 2022                          | 4 79,97         | 6 116,04        | 5 196,01        |
| 30 ноября – 5 декабря 2021 | Чемпионат Великобритании 2022                  | 1 79,62         | 1 121,22        | 1 200,84        |
| 24–28 ноября 2021          | Open d'Andorra 2021                            | 1 73,93         | 1 116,66        | 1 190,59        |
| 12–14 ноября 2021          | NHK Trophy 2021                                | 3 76,43         | 3 115,48        | 3 191,91        |
| 29–31 октября 2021         | Skate Canada 2021                              | 5 71,89         | 7 106,19        | 7 178,08        |
| 7–10 октября 2021          | Finlandia Trophy 2021                          | 4 74,78         | 3 115,61        | 3 190,39        |
| 2020/2021 сезон            |                                                |                 |                 |                 |
| Дата                       | Событие                                        | РТ              | ПТ              | Общее           |
| 22–28 марта 2021           | Чемпионат мира 2021                            | 8 77,42         | 7 119,50        | 7 196,92        |
| 2019/2020 сезон            |                                                |                 |                 |                 |
| Дата                       | Событие                                        | РТ              | ПТ              | Общее           |
| 20–26 января 2020          | Чемпионат Европы 2020                          | 6 74,26         | 5 118,08        | 5 192,34        |
| 28 ноября – 1 декабря 2019 | Чемпионат Великобритании 2020                  | 1 70,37         | 1 125,33        | 1 195,70        |
| 22–24 ноября 2019          | NHK Trophy 2019                                | 4 76,09         | 3 116,92        | 4 193,01        |
| 25–27 октября 2019         | Skate Canada 2019                              | 4 76,67         | 3 118,68        | 3 195,35        |
| 3–5 октября 2019           | Shanghai Trophy 2019                           | 2 76,43         | 2 117,37        | 2 193,80        |
| 25–28 сентября 2019        | Nebelhorn Trophy 2019                          | 6 74,82         | 3 113,43        | 4 188,25        |
| 12–14 сентября 2019        | Autumn Classic International 2019              | 5 70,06         | 2 114,03        | 2 184,09        |
| 2018/2019 сезон            |                                                |                 |                 |                 |
| Дата                       | Событие                                        | РТ              | ПТ              | Общее           |
| 18–24 марта 2019           | Чемпионат мира 2019                            | 15 68,46        | 11 111,11       | 13 179,57       |
| 21–27 января 2019          | Чемпионат Европы 2019                          | 7 69,77         | 6 112,28        | 6 182,05        |
| 26 ноября – 1 декабря 2018 | Чемпионат Великобритании 2019                  | 2 61,82         | 1 120,07        | 1 181,89        |
| 9–11 ноября 2018           | NHK Trophy 2018                                | 7 63,91         | 2 113,29        | 4 177,20        |
| 19–21 октября 2018         | Skate America 2018                             | 5 64,71         | 5 105,99        | 5 170,70        |
| 26–29 сентября 2018        | Nebelhorn Trophy 2018                          | 6 57,30         | 4 103,31        | 4 160,61        |
| 19–22 сентября 2018        | Ondrej Nepela Memorial 2018                    | 8 59,34         | 4 99,51         | 5 158,85        |
| 2017/2018 сезон            |                                                |                 |                 |                 |
| Дата                       | Событие                                        | КТ              | ПТ              | Общее           |
| 19–25 марта 2018           | Чемпионат мира 2018                            | 24 57,56        | –               | 24 57,56        |
| 30 января – 4 февраля 2018 | Torun Cup 2018                                 | 3 60,33         | 2 98,66         | 2 158,99        |
| 26–31 января 2018          | Bavarian Open 2018                             | 2 59,08         | 1 95,55         | 1 154,63        |
| 4–10 декабря 2017          | Santa Claus Cup 2017                           | 5 60,82         | 4 93,74         | 4 154,56        |
| 28 ноября – 4 декабря 2017 | Чемпионат Великобритании 2018                  | 2 60,39         | 2 106,87        | 2 167,26        |
| 22–26 ноября 2017          | Open d'Andorra 2017                            | 5 55,45         | 2 93,71         | 2 149,16        |
| 16–19 ноября 2017          | Warsaw Cup 2017                                | 4 60,40         | 4 90,06         | 4 150,46        |
| 9–12 ноября 2017           | Ice Challenge 2017                             | 2 55,76         | 2 89,93         | 2 145,69        |
| 11–15 октября 2017         | Cup of Nice 2017                               | 7 55,80         | 6 89,70         | 6 145,50        |
| 6–8 октября 2017           | Finlandia Trophy 2017                          | 12 50,83        | 6 88,78         | 9 139,61        |
| 14–17 сентября 2017        | Lombardia Trophy 2017                          | 6 53,70         | 10 70,52        | 9 124,22        |
| 2016/2017 сезон            |                                                |                 |                 |                 |
| Дата                       | Событие                                        | КТ              | ПТ              | Общее           |
| 29 марта – 2 апреля 2017   | Чемпионат мира 2017                            | 22 54,82        | –               | 22 54,82        |
| 25–29 января 2017          | Чемпионат Европы 2017                          | 19 50,75        | 14 86,24        | 15 136,99       |
| 6–11 декабря 2016          | Santa Claus Cup 2016                           | 1 55,38         | 2 86,40         | 2 141,78        |
| 29 ноября – 4 декабря 2016 | Чемпионат Великобритании 2017                  | 1 65,86         | 1 97,18         | 1 163,04        |
| 16–20 ноября 2016          | Open d'Andorra 2016                            | 4 58,30         | 4 89,74         | 4 148,04        |
| 14–16 октября 2016         | Cup of Nice 2016                               | 5 56,60         | 5 82,40         | 5 139,00        |
| 8–11 сентября 2016         | Lombardia Trophy 2016                          | 2 53,38         | 2 86,22         | 2 139,60        |
| 29–30 июля 2016            | Lake Placid Ice Dance International 2016       | 12 43,78        | 9 71,71         | 11 115,49       |